# Barnard b
Barnard b (también denominado GJ 699 b) es un exoplaneta de tipo subtierra que orbita la estrella de Barnard, en la constelación de Ofiuco. El descubrimiento del posible exoplaneta fue realizado por un equipo internacional de astrónomos del VLT Large Telescope y se anunció a través de la revista Astronomy and Astrophysics el 1 de octubre de 2024.  Anteriormente otra detección del exoplaneta fue realizada por un equipo internacional de astrónomos del Observatorio Europeo Austral y el Instituto Carnegie; se anunció a través de la revista Nature el 14 de noviembre de 2018. Orbita su estrella cada 3,15 días.
Es el primer planeta descubierto que orbita la estrella de Barnard, que se encuentra a menos de seis años luz de la Tierra.